# 黎洛賢
黎洛賢（Lai Lok Yin.1995年7月20日—）），生於香港，香港足球運動員，司職右中場，因外貌酷似嬰兒而被稱為「BB」,現效力 澳門甲組足球聯賽球隊聯樂體育會。

## 球會生涯
黎洛賢生於香港，於7歲時整家人移居英國城市鄧斯特布爾生活。但不懂英語的他每日就靠足球與同學溝通，直到12歲那年隨家人回流香港。直至遇上朱偉霖和張耀聰教練，獲他們指其有天份踢港超聯，只要一直努力，保持良好進度，肯定可以成為職業球員。由於黎洛賢場上的意識好，所以回港後無論在北區、花花及駿其天旭都沒有教練要他改踢閘位。到了2015年7月，他加盟港超聯青春班球會夢想駿其，並在9月27日以3–2戰勝元朗的聯賽後，隊中年僅19歲的黎洛賢演出備受球會教練兼球員的朱兆基讚賞。處子登場職業聯賽，黎洛賢獲得不少上陣機會，更以速度和腳法彌補身形上的不足，表現獲得球迷廣泛好評。於2015年12月5日，夢想駿其以2–0擊敗灝天黃大仙的聯賽盃A組中，取得了加盟後的首個入球。
2016年7月20日，黎洛賢加盟香港超級聯賽球隊香港飛馬。季初球隊由愛爾蘭籍教練史提夫加倫執教，令黎洛賢在眾多前線隊友競爭下，仍然有穩定出場機會。在多次被前教練史提夫加倫點名稱讚下，黎洛賢在他帶領香港飛馬8場中悉數正選或後備上陣，更於2016年9月11日香港飛馬以4–2反勝標準灝天的聯賽中下半場交出一個助攻，以及接應角球球不著地窩利抽入，取得加盟後的首個入球之餘，更在季後成為「最佳金球」第2位。可惜香港飛馬成績未如理想，令前領隊奇雲邦特接手回巢。結果黎洛賢於季中便出現嚴重紀律問題，包括缺練及遲到，遭奇雲邦特棄用。在他麾下出場機會大減，只得2場正選及1場後備，更不時需要打預備組的比賽以保持狀態。季尾黎洛賢更公開批評會方而不獲留用，最終於2017年夏天轉投標準流浪。結果流浪在2018年4月22日主場不敵R&F富力後，宣告護級失敗。
2021年，黎洛賢加盟。澳門甲組足球聯賽球隊聯樂體育會。全季出場15場並貢獻6個入球，協助球會以第五名完成賽季。

## 國際賽生涯
2016年10月8日，香港作客出戰第72屆港澳埠際賽，完場前6分鐘，後備入替的黎洛賢在禁區接應許嘉樂右路傳中，近射得手為香港隊鎖定3–0勝局，更取得首個香港隊入球。最終香港隊作客3–0擊敗澳門，連續5年稱霸港澳埠際賽，專程到澳門的大港腳主帥金判坤亦盛讚，特別點名讚入球功臣，首度出戰港澳埠際足球賽即建功的黎洛賢令人眼前一亮，更指有力越級出戰11月的東亞盃外圍賽。2017年1月1日，黎洛賢首次出戰第39屆省港盃，在作客廣東隊的首回合中於66分鐘球不着地第一時間「窩利」抽射破網追成2–2，但最終香港首回合以2–3不敵廣東。次回合在香港大球場舉行，黎洛賢在20分鐘交出一球助攻，可惜最終香港兩回合計以總比數3–4落敗，連續四屆無緣省港盃冠軍。

## 個人生活
黎洛賢一直視「球王」巴塞隆拿的前鋒美斯為偶像，後者身型在歐洲球壇算是相當矮細，卻仍能創下6奪金球獎的傲人紀錄，成就前無古人。

## 榮譽
個人
- NIKE CUP男子U16組別 最有價值球員（2010年）

香港代表隊
- 省港盃冠軍（2018年）

## 外部連結
- 香港足球總會網頁球員註冊資料（页面存档备份，存于）